# Vilpion
Le Vilpion est une rivière de l'Aisne, en région Hauts-de-France qui conflue en rive droite dans la Serre, un sous-affluent de la Seine par l'Oise.

## Géographie
De 42,8 km de longueur, le Vilpion naît à Plomion, au lieu-dit Bois Cappe, 219 m d'altitude.
Il coule globalement du nord-est vers le sud-ouest et reçoit les eaux de la Brune ou Rivière Brune, son affluent principal. Il constitue la limite sud de la commune de Vervins, chef lieu d'arrondissement, alors que le centre-ville de Vervins est traversé par son affluent le Chertemps.
Le Vilpion conflue à Dercy, à 68 m d'altitude. 

### Communes et cantons traversés
Dans le seul département de l'Aisne, le Vilpion traverse les dix-sept communes suivantes de Plomion (source), Harcigny, Thenailles, Vervins, Hary, Gercy, Saint-Gobert, Rougeries, Voharies, Lugny, Rogny, Thiernu, Montigny-sous-Marle, Marle, Marcy-sous-Marle, Erlon, Dercy (confluence).
Soit en termes de cantons, le Beaurepaire prend source dans le canton de Vervins, et conflue dans le canton de Marle, le tout dans les arrondissements de Vervins et de Laon.

### Bassin versant
Le Vilpion traverse cinq zones hydrographiques pour 760 km2 de superficie. Ce bassin versant est constitué à 87,08 % de « territoires agricoles », à 7,68 % de « forêts et milieux semi-naturels », à 5,30 % de « territoires artificialisés ».

### Organisme gestionnaire
L'organisme gestionnaire est le SIVU Syndicat intercommunal d'aménagement et de gestion du Vilpion amont et de ses affluents sis à l'Union des Syndicats de Rivières, à Vervins, qui est concerné par le Vilpion et ses affluents pour un linéaire de 85 km.

## Affluents
Le Vilpion a quatre tronçons affluents référencés,. 
- le Landouzy (rd), 8,3 km sur quatre communes sans affluent référencé.
- le Chertemps (rd), 9 km sur les trois communes de Gercy, Vervins et Fontaine-lès-Vervins, avec un affluent.
- bras du Vilpion, 0,5 km sur la seule commune de Voharies
- Beaurepaire (rd), 8,9 km sur cinq communes avec un affluent gauche le Goulet[note 1].
- la rivière Brune (rg), 37,5 km sur vingt communes avec six affluents et deux bras, de rang de Strahler trois.

### Rang de Strahler
Donc le rang de Strahler est de quatre par la rivière Brune.

## Pêche et AAPPMA
Le Vilpion est un cours d'eau de première catégorie. les trois AAPPMA concernés par le Vilpion sont Saint-Michel "La truite St Michelloise" à Gercy, Thiernu "La Brune et le Vilpion" sis à Marle, et Voyenne "La truite" à Marle.

## Écologie et aménagements
Des travaux pour protéger les berges du bétail sont déjà bien avancés (quatrième tranche).